# محاكمة أيخمان
في عام 1960، اختُطف مرتكب الهولوكوست الرئيسي أدولف أيخمان من الأرجنتين ونُقل إلى إسرائيل لمحاكمته. بدأت المحاكمة في 11 نيسان 1961، وبُثت عبر التلفزيون بهدف التثقيف حول الجرائم المرتكبة ضد اليهود. اتهم أيخمان بخمسة عشر تهمة بانتهاك القانون. بدأت محاكمته في 11 نيسان 1961 وترأسها ثلاثة قضاة: موشيه لاندو وبنيامين هاليفي [الإنجليزية] ويتسحاك رافيه [الإنجليزية]. أُدين أيخمان في جميع التهم وحُكم عليه بالإعدام.
أُعدم شنقًا في 31 أيار 1962 في سجن الرملة، ويعد هذا حكم الإعدام القضائي الوحيد في إسرائيل إلى الآن.

## خلفية

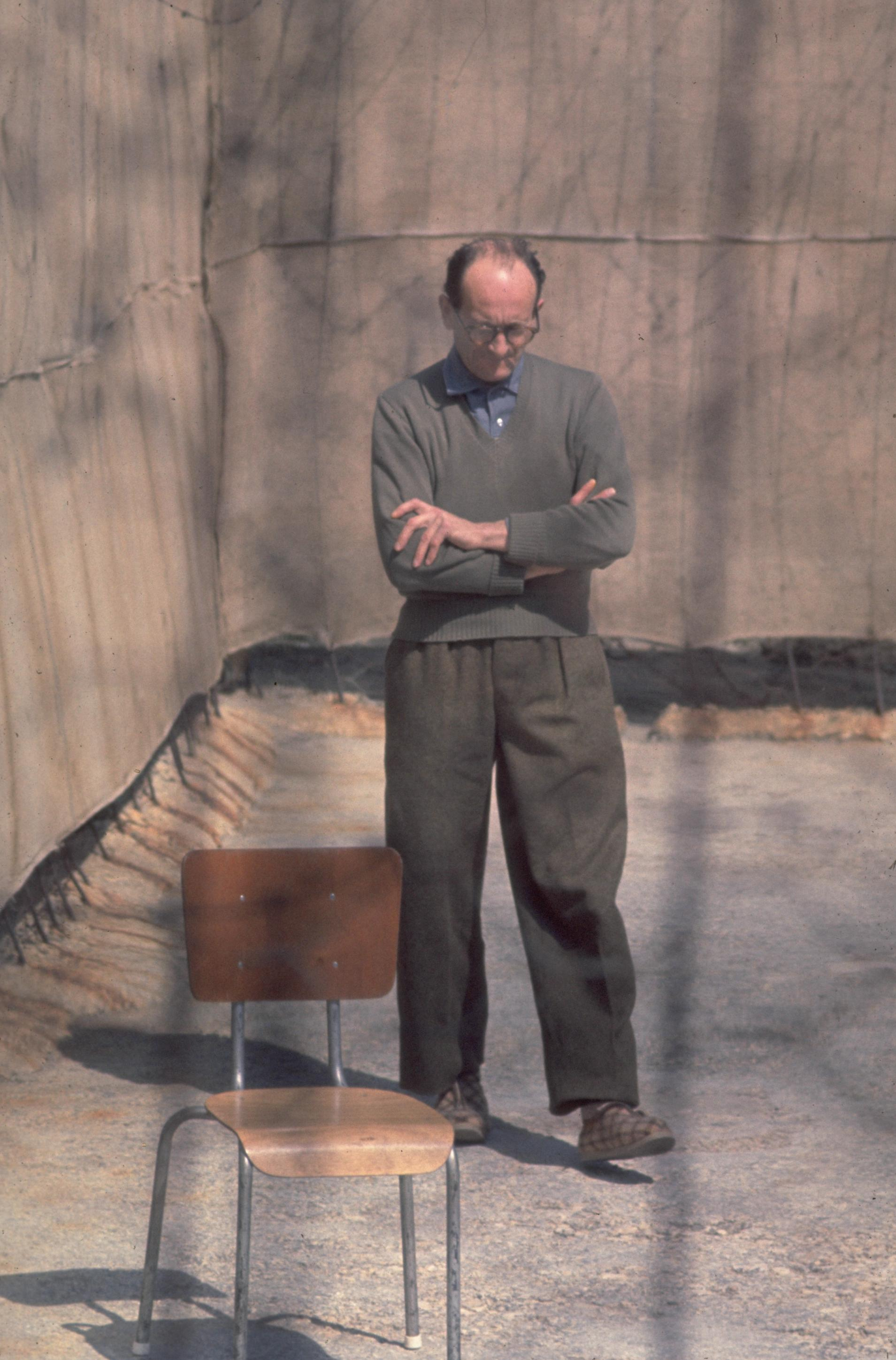
أيخمان في باحة سجن الرملة عام 1961

منذ عام 1933 حتى 1945، واجه اليهود في أوروبا اضطهادًا منهجيًا وإبادة جماعية على أيدي النازيين في ألمانيا بما يعرف بالهولوكوست. ازداد هذا الاضطهاد منذ عام 1941 كجزء من الحل الأخير، وهي خطة لقتل جميع اليهود في أوروبا، مما أدى إلى مقتل حوالي ستة ملايين يهودي.
أدار أدولف أيخمان (1906-1962) الحل الأخير. وفر إلى الأرجنتين في نهاية الحرب العالمية الثانية، ولكنه اختطف بواسطة عملاء إسرائليين في 1960 لمحاكمته. احتجز أيخمان في مركز شرطة محصن في ياغور شمال إسرائيل لمدة تسعة أشهر قبل محاكمته.

## المحاكمة
عقدت محاكمة أدولف أيخمان في الفترة من 11 نيسان إلى 15 آب 1961 في مسرح مجتمعي أعيد تشغيله مؤقتًا ليكون بمثابة قاعة قادرة على استيعاب 750 متفرجًا.
التهم
التهم من 1 إلى 4 تتعلق بجرائم ضد الشعب اليهودي:
1. قتل اليهود، عن طريق الترحيل المنهجي لملايين اليهود إلى معسكرات الإبادة بدءًا من آب 1941.[12]
2. وضع اليهود في ظروف معيشية محسوبة لإحداث دمار مادي لهم، وذلك بسجنهم في معسكرات الاعتقال والإبادة.[12]
3. إلحاق ضرر جسدي أو نفسي باليهود.[12]
4. منع ولادات اليهود، مع إصدار أمر بالإجهاض بالإكراه في معسكر إعتقال تيريزينشتات.[12]

التهم من 5 إلى 7 تتعلق بجرائم ضد الإنسانية ضد اليهود:
1. تهجير اليهود من آذار 1938 إلى تشرين الأول 1941، وترحيل اليهود في تشرين الأول 1939 أثناء خطة نيسكو، ودوره في الحل الأخير.[13]
2. اضطهاد اليهود لأسباب قومية أو دينية أو سياسية.[13]
3. نهب أملاك ملايين اليهود.[14]

التهمة 8 كانت لجرائم الحرب، بناءً على دور أيخمان في الاضطهاد والقتل المنهجي لليهود خلال الحرب العالمية الثانية.
التهم 9-12 المتعلقة بالجرائم ضد الإنسانية ضد غير اليهود:
1. عمليات الترحيل الجماعية للمدنيين البولنديين.[16]
2. عمليات الترحيل الجماعية للمدنيين السلوفينيين.[16]
3. المشاركة في الإبادة الجماعية للغجر الروم من خلال التهجير الممنهج للغجر.[17]
4. المشاركة في مذبحة ليديتشي.[17]

التهم 13-15 اتهمت أيخمان بالعضوية في منظمات معادية وهي قوات الأمن الخاصة النازية، الشرطة الأمنية الألمانية، والغيستابو. تمت إدانته في جميع التهم الثلاث ليس لأنه عضو في هذه المنظمات فحسب، بل ارتكب جرائم كجزء من دوره، وبالتحديد تلك التي نوقشت أعلاه.